# Lost Toys
Lost Toys foi uma desenvolvedora de jogos eletrônicos britânica fundada em março de 1999 pelos ex-funcionários da Bullfrog Productions Glenn Corpes, Jeremy Longley e Darran Thomas. A empresa foi a terceira criada por ex-desenvolvedores da Bullfrog, depois da Mucky Foot Productions e da Lionhead Studios, e foi fundada graças à desilusão com a desenvolvedora depois de sua aquisição pela Electronic Arts.
A Lost Toys desenvolveu dois jogos: MoHo, conhecido como Ball Breakers na América do Norte, e Battle Engine Aquila. Em 2 de outubro de 2003, a empresa foi dissolvida e Stunt Car Racer Pro, em desenvolvimento na época, foi cancelado.

## História
Em uma entrevista em 2002 recapitulando a história da Lost Toys, Darran Thomas, um de seus fundadores, afirmou que a cultura de trabalho da Bullfrog Productions havia mudado consideravelmente após a aquisição pela Electronic Arts, e Glenn Corpes acreditava que seria mais eficiente desenvolver jogos por conta própria. Ele também disse que, com a Mucky Foot Productions e a Lionhead Studios administrando seus próprios negócios da mesma forma que a Bullfrog costumava fazer, era "bastante constrangedor ainda estar trabalhando para a Bullfrog". Alex Trowers, um projetista da Bullfrog que se juntou à Lost Toys, disse que a razão pela qual as pessoas estavam deixando a Bullfrog era "devido à EA, e não à Bullfrog", e que a Lost Toys pretendia voltar a desenvolver jogos para seu próprio bem, em vez de para manter os acionistas satisfeitos. Corpes também comentou que a Lost Toys era parcialmente sua interpretação do que havia sido a Bullfrog, em contraste com a Mucky Foot, que ele disse ser a interpretação de Guy Simmons, Mike Diskett e Fin McGechie, e a Lionhead, que ele disse ser a interpretação de Peter Molyneux. Longley acreditava que equipes pequenas (Corpes disse que pretendia ter um máximo de 20 funcionários) eram valiosas para o setor de jogos e que podiam trabalhar de forma criativa como a Bullfrog. Ele também disse que foi motivador ver a Mucky Foot e a Lionhead se separarem da Bullfrog com sucesso. No início, o investidor Les Edgar forneceu apoio financeiro ao grupo.
O primeiro jogo da Lost Toys, MoHo (conhecido na América do Norte como Ball Breakers), foi publicado pela Take-Two Interactive sob a marca Rockstar em agosto de 2000 para PlayStation, com versões para Windows e Dreamcast lançadas mais tarde. Kelly Summer, presidente europeia da Take-Two, declarou que a empresa ficou impressionada com o estilo e o design do jogo e que havia encontrado "o melhor dos melhores" com a Lost Toys. Em abril de 2000, Longley disse que MoHo era "um jogo da próxima geração em uma plataforma da geração atual". MoHo é voltado para todos os jogadores, e o mínimo de violência estava alinhado com a filosofia da Bullfrog. No início de 2002, a Lost Toys tinha 17 funcionários.
O segundo jogo desenvolvido pela Lost Toys, Battle Engine Aquila, foi publicado para Xbox e PlayStation 2 pela Infogrames em janeiro de 2003. Em maio de 2003, foi revelado que a Lost Toys havia criado uma versão aprimorada para a GeForce FX 5900 da NVIDIA e assinado um contrato de fabricação de equipamento original, e que Geoff Crammond havia selecionado a Lost Toys para ser parceira de sua empresa Simergy no desenvolvimento de Stunt Car Racer Pro, sendo responsável por sua arte e gráficos. Crammond escolheu a Lost Toys por causa de seu "histórico comprovado de produção de grandes títulos para várias plataformas dentro do prazo e do orçamento". Em agosto, a Encore assinou um contrato de publicação com a Lost Toys para publicar a versão para PC de Battle Engine Aquila.
Em 2 de outubro de 2003, a Lost Toys foi dissolvida e todos os seus funcionários foram demitidos. Graças a isso, Stunt Car Racer Pro foi cancelado.

## Jogos desenvolvidos
| Ano  | Título               | Publicadora          | Plataforma(s)                   | Ref.              |
| ---- | -------------------- | -------------------- | ------------------------------- | ----------------- |
| 2000 | MoHo                 | Take-Two Interactive | Windows, PlayStation, Dreamcast | [ 4 ] [ 7 ] [ 8 ] |
| 2003 | Battle Engine Aquila | Infogrames           | Windows, PlayStation 2, Xbox    | [ 10 ] [ 13 ]     |
| N/A  | Stunt Car Racer Pro  | Desconhecido         | Windows, PlayStation 2, Xbox    | [ 17 ]            |